# Német Kalózpárt
A Német Kalózpárt (németül Piratenpartei Deutschland, vagy röviden PIRATEN) egy politikai párt Németországban, amely a svéd Kalózpárt mintájára alakult.

## Elnökök
- 2006–2007: Christof Leng
- 2007–2008: Jens Seipenbusch
- 2008–2009: Dirk Hillbrecht
- 2009–2011: Jens Seipenbusch
- 2011–2012: Sebastian Nerz
- 2012–: Bernd Schlömer

## Választási eredmények
- 2008-as regionális választások
  - Hessen: 0,3%
  - Hamburg: 0,2%

A Német Kalózpárt a német tartományi törvényhozásokban

- 2009-es európai parlamenti választás (Németország): 0,9%
- 2009-es regionális választások
  - Hessen: 0,5%
  - Szászország: 1,9%
  - Schleswig-Holstein: 1,8%[1]
- 2009-es helyhatósági választások
  - Münster: 1,55% (1 mandátum)
  - Aachen: 1,75% (1 mandátum)
- 2009-es Bundestag-választások: 2,0%[2]
- tartományi parlamenti választások (Landtagswahlen)
  - Baden-Württemberg 2011. március 27. : 2,1%
  - Mecklenburg–Elő-Pomeránia 2011. szeptember 4.: 1,9%
  - Berlin 2011. szeptember 18.: 8,9% (15 mandátum)
  - Saar-vidék 2012. március 25.: 7,4% (4 mandátum)
  - Schleswig-Holstein 2012 május 6.: 8,2% (6 mandátum)
  - Észak-Rajna-Vesztfália 2012 május 13.: 7,8% (20 mandátum)
- 2013-as Bundestag-választások: 2,2%

## A tagok

A Német Kalózpárt tagjai számának alakulása

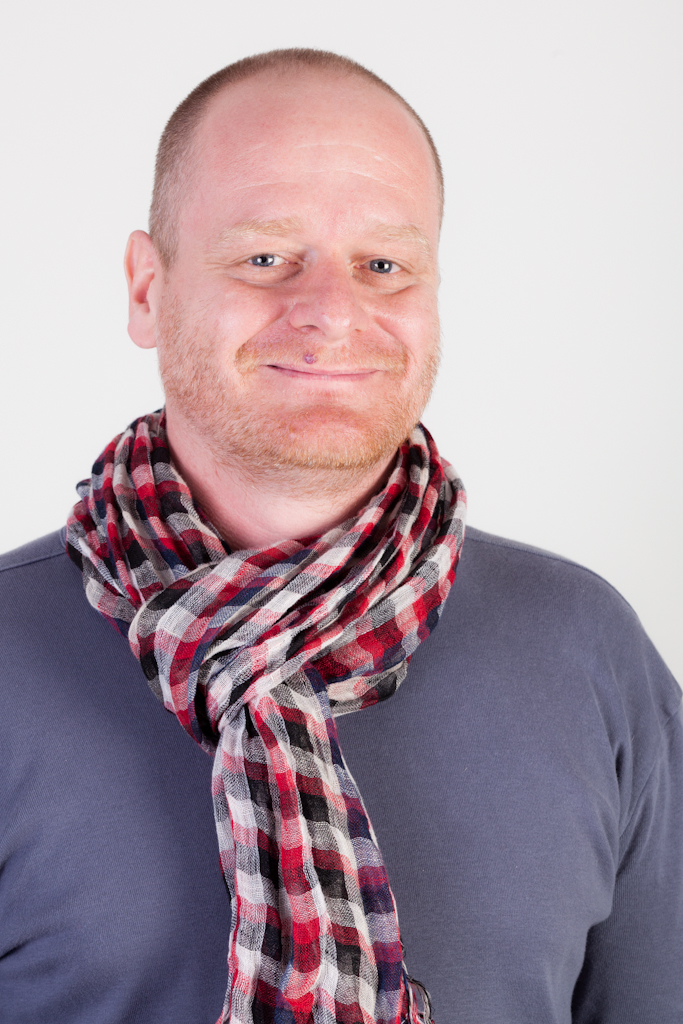
Bernd Schlömer pártelnök